# Ousseynou Niang
Ousseynou Niang (Ziguinchor, 12 ottobre 2001) è un calciatore senegalese, centrocampista dell'Union Saint-Gilloise.

## Carriera

### Club
È cresciuto nel settore giovanile del Diambars, dove ha poi anche giocato in prima squadra (nella prima divisione senegalese) dal 2019 al 2022.
Nel 2022 è stato acquistato dall'Auda Ķekava, ed ha debuttato nel calcio europeo il 6 luglio nell'incontro di Virslīga vinto 2-0 contro il ZSK Daugavpils. Ha segnato il suo primo gol il 1º agosto seguente contro il Valmiera.
Nel 2023 è stato acquistato dal Riga FC con cui ha conquistato la Latvijas kauss al termine della stagione. L'anno successivo è passato all'Union Saint-Gilloise.

### Nazionale
Con la nazionale senegalese under-20 ha partecipato al campionato mondiale Under-20 2017, al campionato mondiale Under-20 2019 ed alla Coppa delle nazioni africane Under-20 2019. Successivamente ha giocato anche nella nazionale senegalese Under-23.

## Statistiche

### Presenze e reti nei club
Statistiche aggiornate al 25 maggio 2025.
| Stagione        | Squadra              | Campionato      | Campionato | Campionato | Coppe nazionali | Coppe nazionali | Coppe nazionali | Coppe continentali | Coppe continentali | Coppe continentali | Altre coppe | Altre coppe | Altre coppe | Totale | Totale | Totale |
| Stagione        | Squadra              | Comp            | Pres       | Reti       | Comp            | Pres            | Reti            | Comp               | Pres               | Reti               | Comp        | Pres        | Reti        | Pres   | Reti   |        |
| --------------- | -------------------- | --------------- | ---------- | ---------- | --------------- | --------------- | --------------- | ------------------ | ------------------ | ------------------ | ----------- | ----------- | ----------- | ------ | ------ | ------ |
| 2022            | Auda Ķekava          | VL              | 15         | 4          | CL              | 4               | 0               | -                  | -                  | -                  | -           | -           | -           | 19     | 4      |        |
| 2023            | Riga FC              | VL              | 13         | 3          | CL              | 0               | 0               | UECL               | 0                  | 0                  | -           | -           | -           | 13     | 3      |        |
| mar.-ago. 2024  | Riga FC              | VL              | 20         | 5          | CL              | 2               | 1               | UECL               | 2                  | 1                  | SL          | 1           | 0           | 25     | 7      |        |
| Totale Riga FC  | Totale Riga FC       | Totale Riga FC  | 33         | 8          |                 | 2               | 1               |                    | 2                  | 1                  |             | 1           | 0           | 38     | 10     |        |
| sett. 2024-2025 | Union Saint-Gilloise | D1              | 18+9       | 2+0        | CB              | 2               | 0               | UCL+UEL            | 0+10               | 0                  | -           | -           | -           | 39     | 2      |        |
| Totale carriera | Totale carriera      | Totale carriera | 75         | 14         |                 | 8               | 1               |                    | 12                 | 1                  |             | 1           | 0           | 96     | 16     |        |

## Palmarès

### Club

#### Competizioni nazionali
- Coppa di Lettonia: 1

Riga FC: 2023
- Supercoppa di Lettonia: 1

Riga FC: 2024
- Campionato belga: 1

Union Saint-Gilloise: 2024-2025